# Бальзак (Аверон)
Бальза́к (фр. и окс. Balsac) — коммуна во Франции, находится в регионе Окситания. Департамент — Аверон. Входит в состав кантона Марсийак-Валлон. Округ коммуны — Родез.
Код INSEE коммуны — 12020.
Коммуна расположена приблизительно в 500 км к югу от Парижа, в 120 км северо-восточнее Тулузы, в 12 км к северо-западу от Родеза.

## Население
Население коммуны на 2008 год составляло 586 человек.
| 1962 | 1968 | 1975 | 1982 | 1990 | 1999 | 2008 |
| ---- | ---- | ---- | ---- | ---- | ---- | ---- |
| 346  | 328  | 347  | 407  | 411  | 501  | 586  |

## Администрация
| Период | Период | Фамилия         | Партия | Должность |
| ------ | ------ | --------------- | ------ | --------- |
| 2001   | 2008   | Ален Габриак    |        |           |
| 2008   |        | Даниель Рейналь |        |           |

## Экономика
В 2007 году среди 376 человек в трудоспособном возрасте (15—64 лет) 309 были экономически активными, 67 — неактивными (показатель активности — 82,2 %, в 1999 году было 77,3 %). Из 309 активных работали 301 человек (164 мужчины и 137 женщин), безработных было 8 (4 мужчины и 4 женщины). Среди 67 неактивных 23 человека были учениками или студентами, 23 — пенсионерами, 21 были неактивными по другим причинам.

## Достопримечательности
- Руины бывшего дома настоятеля монастыря Соваж (XIII век). Памятник истории с 1981 года[3]
- Замок (XIV—XV века). Памятник истории с 2007 года[4]